# Issam Chebbi
Pour les articles homonymes, voir Chebbi.
Issam Chebbi (arabe : عصام الشابي), né le 23 décembre 1957 à Tunis et originaire de Tozeur, est un homme politique tunisien.

## Biographie
Huissier et notaire de profession, défenseur des droits de l'homme, il est membre du bureau exécutif (2004-2012) puis secrétaire général adjoint (2012) du Parti démocrate progressiste (PDP).
Tête de liste du PDP dans la circonscription de l'Ariana aux élections législatives du 24 octobre 2004, il est élu membre de l'assemblée constituante comme représentant du PDP dans cette circonscription le 23 octobre 2011. Il y est membre de la commission du préambule, des principes fondamentaux et de la révision de la Constitution.
Il intègre le bureau politique d'Al Joumhouri lors de sa création en avril 2012. En février 2017, il remplace Maya Jribi à la tête du parti.
Le 22 février 2023, il est arrêté et accusé de « complot contre l'État » dans le cadre d'une vague d'arrestations incluant plusieurs membres du Front de salut national.

## Distinction
En 2014, il est décoré des insignes de chevalier de l'Ordre tunisien du Mérite.

## Vie privée
Issam Chebbi est le frère cadet d'Ahmed Néjib Chebbi,.